# MMA Live
MMA Live fue un programa de televisión deportivo dedicado a las artes marciales mixtas, emitido en ESPN2 en los Estados Unidos. El programa contaba con analistas destacados como Franklin McNeil, Pat Miletich, y otros. MMA Live fue originalmente un videoblog, pero dio el salto a la televisión tras una gran acogida del público. El espectáculo también era visto en el Reino Unido, República de Irlanda, Australia y Nueva Zelanda por ESPN.
Entre los anfitriones ocasionales se encontraban Chael Sonnen, Brian Stann, Miguel Torres, Stephan Bonnar y Muhammed Lawal. MMA For Dummies era un segmento en MMA Live  en el que se enseñaban técnicas de artes marciales mixtas. Cada segmento mostraba una técnica simple de manera básica y sencilla, realizada por algún notable practicante de este deporte.

## Conductores, analistas e invitados
- Jon Anik (conductor, 2010-2011)
- Todd Grisham (conductor, 2011)
- Jonathan Coachman (conductor invitado, 2011)
- Kenny Florian (analista, 2010-2011)
- Franklin McNeil (analista, 2010-2011)
- Rashad Evans (analista, 2010-2011)
- Miguel Torres (analista, 2010-2011)
- Gilbert Melendez (analista, 2010-2011)
- Muhammed Lawal (analista, 2010-2011)
- Stephan Bonnar (analista, 2010-2011)
- Chael Sonnen (analista, 2010-2011)
- Josh Gross (insider, 2010-2011)
- Brett Okamoto (insider, 2010-2011)
- Molly Qerim (correspondiente, 2010-2011)
- Gareth A. Davies (correspondiente internacional (2010-2011)
- Chuck Mindenhall (analista, 2010-2011)